# Nossa Senhora da América
Nossa Senhora da América é um título da Virgem Maria, invocado desde sua proclamação como a padroeira dos Estados Unidos sob o patrocínio de Imaculada Conceição. Ele não deve ser confundido com o título de Nossa Senhora de Guadalupe, invocada como a Imperatriz das Américas.
Esta dedicatória mariana se originou com as aparições relatadas pela Irmã Mary Mildred Neuzil (na época, Irmã Mary Ephrem), uma religiosa estadunidense das Irmãs do Preciosíssimo Sangue. A devoção a Nossa Senhora da América foi aprovada e promovida por Paul Francis Leibold, na época arcebispo de Cincinnati, para um grupo específico de devotos deste título mariano.
Uma investigação conduzida por seis bispos católicos estadunidenses concluíram, com a permissão da Congregação para a Doutrina da Fé, que as supostas aparições relatadas no diário pessoal da Irmã Mary Ephrem "não podem ser consideradas de origem sobrenatural", aceitando somente a devoção particular nas formas anteriores já aprovadas aos que aderissem a ela.

## História
As devoção a Nossa Senhora da América têm sua origem em um diário pessoal da Irmã Mary Ephrem, no qual ela descreve aparições da Virgem Maria que ela afirma ter experimentado algum tempo antes de 1956. Ephrem (batizada Mildred) Neuzil, nasceu no Brooklyn, Nova York em 1916. Em 1933, ela foi professada na Congregação das Irmãs do Preciosíssimo Sangue de Jesus em Dayton, Ohio.
O ministério das Irmãs do Preciosíssimo Sangue inclui oração, educação, arte, música, cuidado com os idosos, serviços sociais, assistência médica, paróquia e ministério pastoral. Por volta de 1957, a Irmã Ephrem tornou-se parte de um ramo contemplativo claustral da mesma congregação estabelecida em New Riegel, Ohio. O claustro de New Riegel recebeu aprovação papal em 1965. Em 1977, os três membros sobreviventes, incluindo Ephrem, separaram-se das Irmãs do Preciosíssimo Sangue e formaram uma congregação autônoma, as Contemplative Sisters of the Indwelling Trinity em Fostoria, Ohio, dirigida por Ephrem. Ela também estabeleceu uma organização chamada "The Our Lady of America Center".
A Santa Sé rejeitou sua petição de separação no ano seguinte, sob o argumento de que três era "um número muito pequeno para uma comunidade bem formada". As Irmãs da Trindade Habitante sobrevivem até os dias atuais, embora nunca tenham recebido aprovação ou tenham sido reconhecidas pelo bispo diocesano de Toledo, Ohio. A Irmã Mary Ephrem morreu em 2000.

## As aparições
A Irmã Mary Ephrem supostamente teve experiências espirituais aparentemente místicas de Nossa Senhora da América entre 25 de setembro de 1956 e 15 de novembro de 1956, na Capela Nossa Senhora Mãe da Misericórdia em Rome City, Indiana. De acordo com seu diário pessoal, no qual os relatos das supostas aparições são baseados, essas visitas solicitavam devoção à Virgem Maria e pediam à Irmã Ephrem que as propagasse. Ela então se voltou para o Monsenhor Paul Francis Leibold, seu diretor espiritual até 1972. Diz-se que a Irmã Ephrem foi solicitada a mandar cunhar uma medalha que teria a imagem de Nossa Senhora da América na frente e o símbolo da família cristã e da Santíssima Trindade no verso.
Mais tarde, as Irmãs do Preciosíssimo Sangue venderam a propriedade da cidade de Roma para The Way International, um ministério de pesquisa bíblica, ensino e comunhão.

## Posição da Igreja Católica
Um livreto contendo o conteúdo da revelação e trazendo o imprimatur do Arcebispo Leibold, diretor espiritual da Irmã Mary Ephrem, foi publicado em 1960 e novamente em 1971.
Uma distinção deve ser feita entre a devoção a Nossa Senhora da América em si, e as alegadas aparições que a teriam iniciado. Em 1963, Leibold, então bispo auxiliar de Cincinnati (mais tarde Arcebispo de Cincinnati 1969-1972), concedeu seu Imprimatur ao texto de uma oração que a Irmã Mary Ephrem havia escrito em homenagem a Nossa Senhora da América, e ao design de uma medalha. Enquanto vários oficiais da igreja indicaram apoio à devoção, não encontrando nada contra o ensinamento da igreja, nenhuma decisão foi tomada até agora com relação à origem sobrenatural das aparições relatadas de Nossa Senhora à Irmã Mildred Neuzil.
Relatos e alegações de curas nas imediações de Rome City, Indiana, não foram verificados e aprovados pela Igreja Católica. A Arquidiocese de Cincinnati declarou que a devoção a Nossa Senhora da América, como uma questão de revelação privada, não foi canonicamente aprovada, apesar das alegações de alguns indivíduos.